# Tlacateccatl
 (mars 2009).
Si vous disposez d'ouvrages ou d'articles de référence ou si vous connaissez des sites web de qualité traitant du thème abordé ici, merci de compléter l'article en donnant les références utiles à sa vérifiabilité et en les liant à la section « Notes et références ».

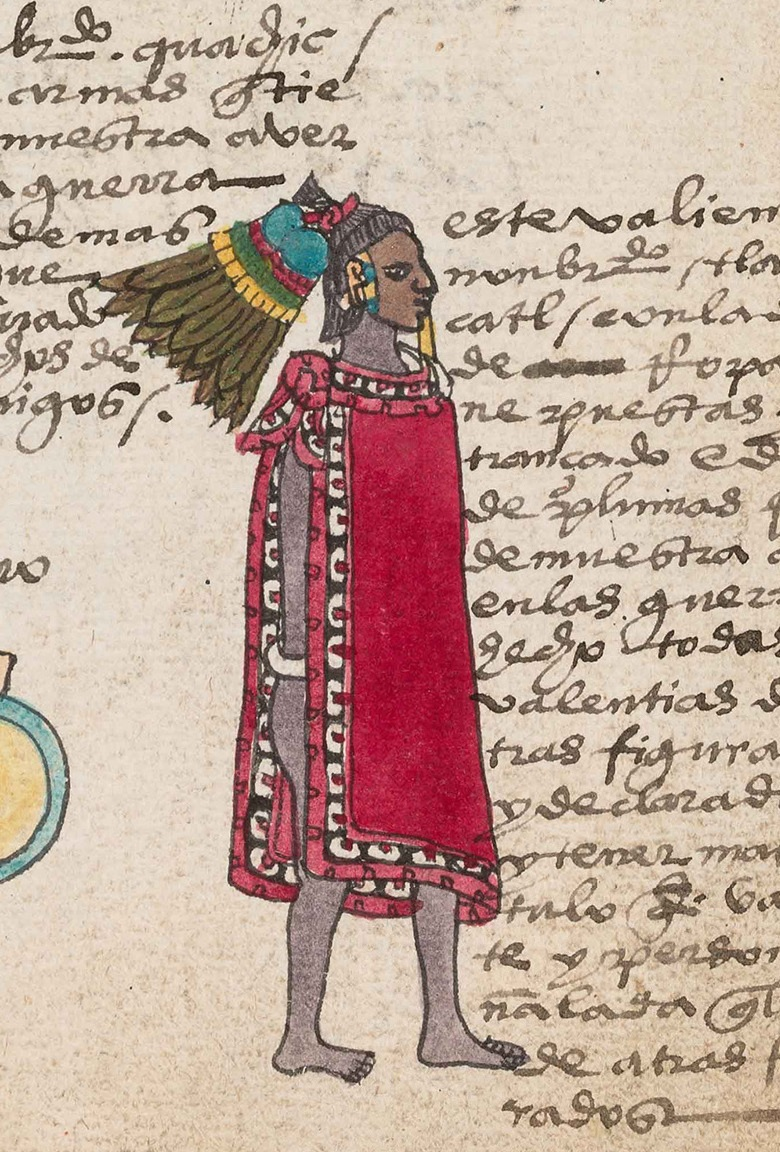
Tlacateccactl (illustration du Codex Mendoza, fol. 64r, conservé à la bibliothèque bodléienne).

Dans la société aztèque, il semble que le terme nahuatl tlacateccactl était un titre honorifique qui pouvait s'appliquer à :
1. un soldat ayant fait quatre captifs à la guerre.[réf. nécessaire]
2. un haut gradé de l'armée aztèque, voire un général en chef des armées (ce mot signifiant « celui qui commande les guerriers » en nahuatl), qui pouvait être l'empereur (« huey tecuhtli ») lui-même ou qui était bien placé pour le devenir ensuite. Bernardino de Sahagún cite le tlâcatêcatl en compagnie du tlacochcalcatl et du cuâuhtlahtoh, le passage semble indiquer que ces trois commandants (ainsi que l'achcauhtli, assimilé à l'algazil) étaient issus des rangs des jeunes gens élevés au telpochcalli, si du moins ceux-ci s'étaient montrés vaillants (oquichti) et s'ils avaient fait (au moins) quatre captifs au combat. Rien n'indique dans ce texte qu'il aurait suffi de faire quatre captifs pour avoir droit au titre et au rang de tlâcatêcatl. Le plus vraisemblable est que cet exploit les élevait au rang de tiyahcâuh (soldat d'élite) et que c'est parmi les tiyahcâhuân qu'étaient choisis les hauts responsables militaires. Sahagún (8,43) dit que le tlâcatêcatl en compagnie du tlacochcalcatl réside au tequihuahcâcalli encore nommé cuâuhcalli. Il est dit d'eux que « le propre des capitaines, du tlacochcalcatl et du tlacatecatl était de conduire la guerre » (« in tiyahcahuân tlacochcalcatl tlâcatêcatl inneîxcahuil yaotequi »).
3. un gouverneur militaire de Tlatelolco. C'est aussi le titre que porte Tehuitzin pendant les 8 ans d'interrègne où il exerce le pouvoir sur Quauhtitlan. Peut-être ne s'agit-il que d'une variante de tlâcatêccatl...[réf. nécessaire]
4. un prêtre menant certaines festivités religieuses.